# Parafia św. Stanisława BM w Wielgomłynach
Parafia Świętego Stanisława Biskupa Męczennika w Wielgomłynach – parafia rzymskokatolicka w Wielgomłynach. Należy do Dekanatu Kodrąb archidiecezji częstochowskiej. Została utworzona w XII wieku. Parafię prowadzą ojcowie Paulini.

## Historia
Parafia istniała już w XII wieku. Została opisana w Liber Beneficiorum Jana Łaskiego jako „Vyelgi Młyn”. W latach 1476–1819, 1823–1866 i od 26 sierpnia 1987 roku administruje nią Zakon Świętego Pawła Pierwszego Pustelnika. W 1987 roku ówczesny biskup częstochowski Stanisław Nowak przekazał zakonowi paulinów kościół, klasztor, budynki gospodarcze i ogród przyklasztorny.

## Zasięg
Do parafii należą wierni z 14 wsi:
Anielin, Bogusławów, Borowiec, Kruszyna, Maksymów, Myśliwczów, Perzyny, Pratkowice, Rogi, Rudka, Sokola Góra, Trzebce, Wielgomłyny (ulice: Częstochowska, Krzętowska, Ogrodowa, Polna, Przedborska, Radomszczańska, Rynek, Zagórska), Zalesie

## Klasztor
W 1465 roku Jakub Koniecpolski i jego matka Dorota ufundowali paulinom drewniany klasztor. Murowany budynek powstał w XVII wieku. Arcybiskup warszawski Franciszek Malczewski skasował klasztor w 1819 roku. Paulini wrócili do klasztoru i objęli patronat nad parafią w 1823 roku. W 1866 roku rząd carski prowadził kasatę klasztoru. Parafię przejęli księża diecezjalni, a klasztor stał się plebanią. 

## Proboszczowie
- o. Marian Lubelski (1987–1993)[5]
- o. Czesław Brud (1993–1999)[5]
- o. Kazimierz Jarosz (1999–2005)[5]
- o. Jarosław Obroślak (2005–2006)[5]
- o. Cyryl Motyl (2006–2008)[5]
- o. Jacek Toborowicz ( 2008–2014)[5]
- o. Dominik Partyka ( 2014–2015)[5]
- o. Leszek Wójcik ( 2016–2018)[5]
- o. Dominik Słabik (2016 – )[5]